# Domenico Morfeo
Domenico Morfeo (né le 16 janvier 1976 à Pescina dans les Abruzzes) est un joueur de football italien, qui évoluait au poste de milieu de terrain.

## Biographie

### Carrière en club
Il joue 281 matches en Serie A, 10 matches en Ligue des champions et 9 matches en Coupe de l'UEFA.

### Carrière en sélection
Il remporte le championnat d'Europe espoirs 1996 avec l'équipe d'Italie espoirs.
Il participe aux Jeux olympiques de 1996, disputant deux matches lors du tournoi olympique.

## Palmarès
Italie espoirs
- Championnat d'Europe espoirs (1) :
  - Vainqueur : 1996.

 AC Milan
- Championnat d'Italie (1) :
  - Champion : 1998-99.